# DIN-kontakt

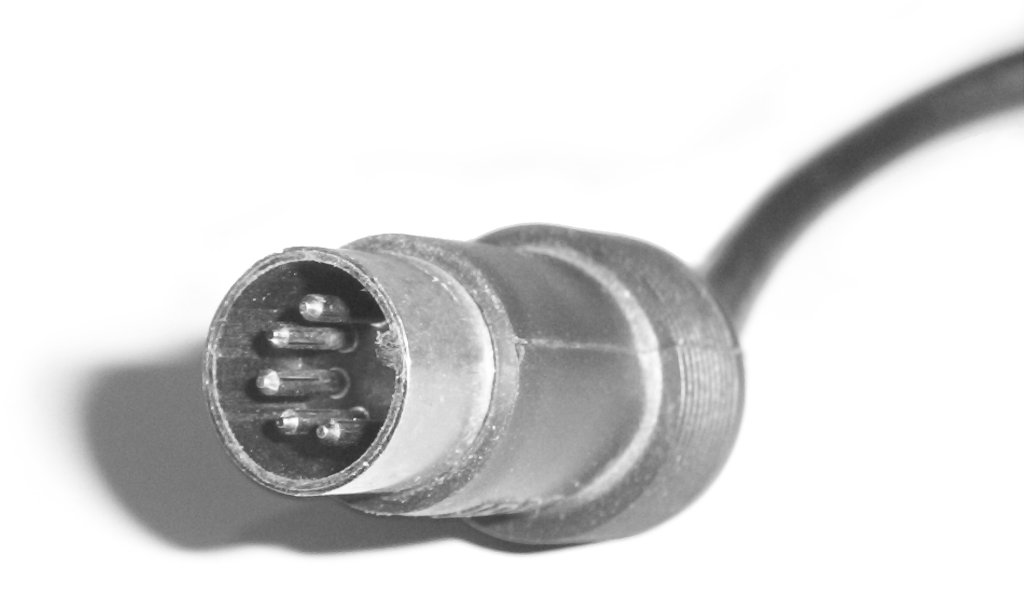
Fempolig DIN-kontakt, DIN 41524

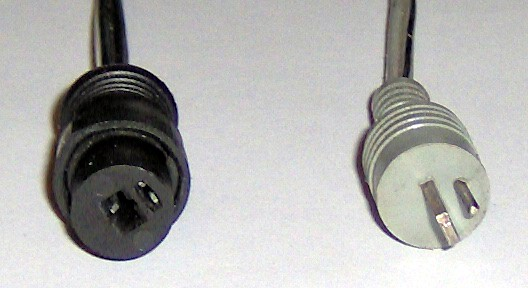
DIN 41529 - kontakt för högtalaranslutning

DIN-kontakt är ett samlingsnamn för ett antal typer av kontaktdon som ursprungligen definierades av Deutsches Institut für Normung. DIN-normerna är numera utgångna och ersätts av den internationella standarden IEC 60130-9.

## Typer
De flesta DIN-kontakter är uppbyggda med ett antal stift innanför en rund metallskärm och ett spår i skärmen som gör att kontakten bara kan sättas in på ett sätt. Det finns varianter med mellan tre och fjorton stift placerade på olika sätt definierade samt även en tvåpolig variant utan metallskärm avsedd för högtalaranslutningar. Alla dessa kontakter kallas för DIN-kontakter även om flera av dem inte egentligen har definierats i en DIN-standard. För andra användningsområden än audio används ofta andra fattningar än den ursprungliga enkla metallskärmen.
En del av de olika stiftplaceringar som finns avbildas nedan
| DIN 41524 | DIN 41524 |  |  | DIN 45322 | DIN 45322 | DIN 45327 | DIN 45329 | DIN 45326 |  |
| --------- | --------- |  |  | --------- | --------- | --------- | --------- | --------- |  |
|           |           |  |  |           |           |           |           |           |  |

Det finns också en standardiserad uppsättning av mindre DIN-kontaktdon med liknande användningsområden. Dessa kallas för mini-DIN-kontakter.

## Användning
Kontakterna var ursprungligen avsedda för lågnivåsignaler i audioapplikationer, och var tidigare vanligt förekommande i ljudutrustning av europeisk tillverkning. I amerikansk sådan har kontakttypen aldrig varit vanlig, och även om äldre japanska apparater även hade DIN-kontakter så har de sedan slutet på 80-talet i stort sett helt ersatts av RCA-kontakter och telepluggar i ljudutrustning för hemmabruk, även i Europa. I utrustning för professionellt bruk används vanligen XLR-kontakter.
Tre- och fempoliga DIN-kontakter med stiften i en 180° båge användes för att ansluta ljudkällor i mono eller stereo till en förstärkare, och stiften var arrangerade på ett sådant sätt att en ljudkälla i mono kopplades till en stereoförstärkares vänstra kanal:
| Användning (stiftnummer sedda från utsidan av en hankontakt) | Stereo-kontakt | Mono-kontakt  |
| ------------------------------------------------------------ | -------------- | ------------- |
| 1 Inspelning vänster/Mono                                    |                | (bild saknas) |
| 4 Inspelning höger (ej ansluten vid mono)                    |                | (bild saknas) |
| 2 Jord                                                       |                | (bild saknas) |
| 5 Avspelning höger (ej ansluten vid mono)                    |                | (bild saknas) |
| 3 Avspelning vänster/Mono                                    |                | (bild saknas) |

De trepoliga kontakterna kunde kopplas på två sätt, dels för in+avspelning i mono som ovan, och dels så att pin 3 användes för vänster och pin 1 för höger kanal för stereoljud från en skivspelare. För att en sådan skivspelare ska kunna anslutas till en förstärkare med 5-polig ingång för skivspelare brukade pin 5 ("5-polig" avspelning höger) och pin 1 ("3-polig" avspelning höger) vara ihopkopplade i förstärkarens ingång. Detta ledde också till att adaptrar med 5-polig DIN-kontakt och två RCA-kontakter ofta hade vit ansluten till pin 3 och röd ansluten både till pin 1 och 5. Det kunde ge problem då en sådan adapter användes ihop med bandspelare eller bandspelaruttaget på en förstärkare då inspelningens vänstra kanal sammankopplades med högra kanalens uppspelning. Därför bör istället adaptrar med 5-polig DIN-kontakt och fyra RCA-kontakter användas ihop med anslutningar avsedda för bandspelare.
En fempolig DIN-kontakt användes för anslutning av tangentbord till PC-datorer fram till dess den ersattes av den mini-DIN-kontakt som kom med IBM:s PS/2.
Numera används DIN-kontakter förutom för MIDI-kablar främst för industriella applikationer, och då oftast med bajonett- eller skruvfattning.

## Andra kontaktdon
- RCA-kontakt
- XLR-kontakt
- Teleplugg